# Картура
Картура (італ. Cartura, вен. Cartura) — муніципалітет в Італії, у регіоні Венето, провінція Падуя.
Картура розташована на відстані близько 380 км на північ від Рима, 45 км на південний захід від Венеції, 16 км на південь від Падуї.
Населення — 4666 осіб (2014).
Щорічний фестиваль відбувається 15 серпня. Покровителька — Богородиця Небовзята.

## Демографія
Населення за роками:

Станом на 1 січня 2023 року в муніципалітеті офіційно проживало 228 іноземців з 28 країн, серед них 94 громадяни країн Євросоюзу та 4 громадяни України.

## Сусідні муніципалітети
- Боволента
- Казальсеруго
- Консельве
- Дуе-Карраре
- Мазера-ді-Падова
- Пернумія
- Сан-П'єтро-Вімінаріо
- Террасса-Падована